# Epiplema casbiata
Epiplema casbiata är en fjärilsart som beskrevs av W. Warren 1906. Epiplema casbiata ingår i släktet Epiplema och familjen Uraniidae. Inga underarter finns listade i Catalogue of Life.